# Équation polynomiale
 (janvier 2023).
En mathématiques, une équation polynomiale, ou équation algébrique, est une équation de la forme :
{\displaystyle P=0}
où P est un polynôme.
Voici un exemple d'équation simple avec une seule inconnue :
{\displaystyle 7x^{42}-x^{7}+3=0}
Usuellement, le terme équation polynomiale désigne une équation avec une seule inconnue (notée ici x) :
{\displaystyle a_{n}x^{n}+a_{n-1}x^{n-1}+\dots +a_{1}x+a_{0}=0},
où l'entier naturel n et les {\displaystyle a_{i}}, appelés coefficients de l’équation, sont connus. Les coefficients sont le plus souvent des nombres réels ou complexes, mais ils peuvent prendre leurs valeurs dans n’importe quel anneau.
Les équations polynomiales sont le sujet central de la théorie des équations. L'objectif de cette théorie est de trouver les racines d'un polynôme, ce qui revient à résoudre une équation polynomiale. Résoudre l’équation consiste à trouver l’ensemble des valeurs de l’inconnue x (appartenant à un certain ensemble, en général le même corps ou anneau que les coefficients), appelées solutions de l’équation, pour lesquelles l’équation polynomiale est vraie.
On appelle degré de l’équation la plus grande puissance de l’inconnue affectée d’un coefficient non nul. Par exemple, l’équation {\displaystyle x^{2}+2x+1=0} d’inconnue {\displaystyle x\in \mathbb {R} } est une équation polynomiale réelle du second degré dont l'unique solution (racine double) est –1.
Toute équation polynomiale de degré n > 0 à coefficients complexes a n racines complexes (dont certaines sont parfois égales). On peut les exprimer algébriquement si n ≤ 4, mais pas au-delà, sauf dans des cas particuliers.

## Théorie

### Polynômes
Soit l’équation d'inconnue {\displaystyle x}
{\displaystyle (\mathrm {E} )\qquad a_{n}x^{n}+a_{n-1}x^{n-1}+\dots +a_{1}x+a_{0}=0},
dont les coefficients {\displaystyle a_{i}} appartiennent à un corps K. On dit également que les solutions de (E) dans K sont les racines sur K du polynôme
{\displaystyle P=a_{n}X^{n}+a_{n-1}X^{n-1}+\dots +a_{1}X+a_{0}\quad \in K[X]}.
On montre qu'un polynôme de degré n sur un corps possède au plus n racines. L'équation (E) admet donc au plus n solutions.
Si K' est un surcorps de K, on peut considérer (E) comme une équation à coefficients dans K' ; et les solutions de (E) dans K sont aussi solutions dans K' (la réciproque étant en général fausse). Il est toujours possible de trouver un surcorps de K, appelé corps de rupture du polynôme P, dans lequel (E) admet au moins une solution.

### Existence de solutions pour les équations réelles et complexes
Le théorème de d'Alembert-Gauss affirme que le corps des complexes est algébriquement clos, c’est-à-dire que toute équation polynomiale à coefficients complexes et de degré au moins un admet une solution.
Il s’ensuit que toute équation polynomiale de degré 1 ou plus à coefficients réels admet une solution complexe. En revanche, une équation comme {\displaystyle x^{2}+1=0} n’a pas de solution dans {\displaystyle \mathbb {R} } (ses solutions sont les complexes i et –i).
Autant l'intuition des solutions réelles d'équations réelles {\displaystyle P(X)=0} est immédiate (ce sont les abscisses des points où la courbe d'équation y = P(x) rencontre l'axe (Ox)), autant l'existence de ces solutions complexes d'équations réelles peut paraître étonnante et leur localisation indéterminable intuitivement.
Toutefois, un polynôme unitaire réel de degré impair admet nécessairement une racine réelle. En effet, la fonction polynomiale associée est continue, et elle tend vers {\displaystyle -\infty } au voisinage de {\displaystyle -\infty } et vers {\displaystyle +\infty } au voisinage de {\displaystyle +\infty }. D’après le théorème des valeurs intermédiaires, elle prend donc la valeur zéro en un certain réel, qui est ainsi solution de l’équation polynomiale.

### Lien avec la théorie de Galois
On dispose de formules donnant les solutions des équations polynomiales réelles ou complexes de degré inférieur ou égal à quatre en fonction de leurs coefficients. Abel a montré qu’il n’est pas possible de trouver de telles formules générales (n’utilisant que les quatre opérations usuelles et les racines) pour les équations de degré cinq ou plus. La théorie de Galois donne un critère permettant de déterminer, étant donné une équation polynomiale, si sa solution s’exprime par radicaux.

## Résolution explicite des équations numériques

### Démarche
La résolution explicite d’une équation réelle ou complexe du premier degré est immédiate. Résoudre une équation de degré supérieur {\displaystyle n} revient à factoriser le polynôme associé, c’est-à-dire à réécrire (E) sous la forme
{\displaystyle a_{n}(x-z_{1})\dots (x-z_{n})=0},
où apparaissent naturellement les solutions {\displaystyle z_{1},\dots ,z_{n}}. On cherche donc à exprimer les {\displaystyle z_{i}} en fonction des {\displaystyle a_{i}}.
Cette démarche s’applique plus généralement si coefficients et solutions prennent leurs valeurs dans un anneau intègre.

### Techniques générales

#### Factorisation
Lorsqu’une équation P(x) = 0 de degré n admet une solution évidente α, on peut factoriser le polynôme associé sous la forme P(X) = (X – α)Q(X) (en divisant P(X) par X – α, ou en mettant X – α en facteur dans chacun des termes Xk – αk dont P(X) – P(α) est combinaison linéaire). La résolution de P(x) = 0 se ramène alors à celle de l'équation Q(x) = 0, de degré n – 1. Voir par exemple le cas n = 3.

#### Élimination du terme sous-dominant
Pour résoudre une équation de degré n,
{\displaystyle (\mathrm {E} )\qquad a_{n}x^{n}+a_{n-1}x^{n-1}+\dots +a_{1}x+a_{0}=0},
une étape préliminaire fréquente est de rendre nul le terme de degré n – 1 : en posant {\displaystyle x=y-{\frac {a_{n-1}}{n\,a_{n}}}}, l'équation {\displaystyle (\mathrm {E} )} devient de la forme :
{\displaystyle a_{n}y^{n}+b_{n-2}y^{n-2}+\dots +b_{1}y+b_{0}=0}.
Leonhard Euler a conçu cette technique pour le cas n = 3 mais elle s'applique aussi au cas n = 4, par exemple.

### Second degré
Pour résoudre une équation du second degré du type {\displaystyle ax^{2}+bx+c=0} on calcule son discriminant Δ défini par {\displaystyle \Delta =b^{2}-4ac}.
Si le polynôme est à coefficients réels, il a :
- deux racines réelles distinctes si {\displaystyle \Delta >0} ;
- une racine réelle double si {\displaystyle \Delta =0} ;
- aucune racine réelle si {\displaystyle \Delta <0}, mais deux racines complexes conjuguées.

### Troisième degré
La méthode la plus connue de résolution des équations de degré 3, avec expression des racines par des radicaux, est celle de Cardan.

### Quatrième degré
Pour un exposé détaillé de certaines méthodes de résolution voir :
- Méthode de Tschirnhaus (méthode générale pour les polynômes de degré au plus égal à 4) ;
- Méthode de Bézout (méthode générale pour les polynômes de degré au plus égal à 4) ;
- Méthode de Ferrari (résolution des équations de degré 4) ;
- Méthode d'Euler (résolution des équations de degré 4) ;
- Méthode de Lagrange (résolution des équations de degré 4) ;
- Méthode de Descartes (résolution des équations de degré 2 ou 4).

Une équation quartique, {\displaystyle ax^{4}+bx^{3}+cx^{2}+dx+e=0} avec {\displaystyle a\neq 0}, se ramène par changement de variable à des équations quadratiques, dès qu'elle est bicarrée (b = d = 0) ou symétrique (e = a, d = b).
Certaines équations de degré 3 ou 4 peuvent être résolues par la trigonométrie circulaire ou hyperbolique.

### Équations de degré supérieur
Évariste Galois et Niels Henrik Abel ont démontré, indépendamment l’un de l’autre, que d’une manière générale une équation polynomiale de degré 5 ou plus n’est pas résoluble par radicaux (voir paragraphe « Théorie » ci-dessus). Des exemples d'équations non résolubles par radicaux sont donnés dans les deux articles détaillés. Certaines équations particulières le sont, comme celles associées aux polynômes cyclotomiques d'indice 5 ou 17.
Charles Hermite a en revanche démontré que les équations polynomiales de degré 5 sont résolubles à l’aide des fonctions elliptiques.
Voir en particulier : Méthode d'Hermite.
À défaut, on peut trouver des approximations numériques des racines en utilisant des algorithmes de recherche d'un zéro d'une fonction, comme la méthode de Newton.